# Národní sjednocení
Národní sjednocení byla nacionalisticky orientovaná politická strana působící v době 1. republiky. Založena byla 27. října 1934 sloučením Československé národní demokracie, Národní ligy a Národní fronty. Předsedou strany byl až do své smrti Karel Kramář, místopředsedy Jiří Stříbrný a František Mareš. Ve volbách v roce 1935 strana získala 5,5 % odevzdaných hlasů a 17 mandátů v Poslanecké sněmovně Národního shromáždění a o něco vyšší procentuální zisk a 9 mandátů ve volbách do Senátu. Strana se důrazně stavěla proti volbě Edvarda Beneše prezidentem republiky v roce 1935 a na tomto svém stanovisku, na rozdíl od jiných stran tzv. Prosincového bloku, setrvala až do samotného hlasování. Od dubna 1937 byl Jiří Stříbrný a lidé okolo něj ze strany vyšachováni a jejich frakce Národní liga se (pod mírně změněným názvem) opět osamostatnila. Po mnichovském diktátu se strana stala součástí Strany národní jednoty.

## Volební výsledky

### Poslanecká sněmovna
| Volby | Hlasy   | Hlasy | Mandáty | Mandáty | Pozice | Postavení |
| Volby | Abs.    | %     | Abs.    | ±       | Pozice | Postavení |
| ----- | ------- | ----- | ------- | ------- | ------ | --------- |
| 1935  | 458,351 | 5.6   | 17/300  | ▲2      | ▲8.    | Opozice   |

#### Zvolení poslanci
Karel Domin, Štefan Fencik (v listopadu 1937 vystoupil z klubu a stal se členem klubu Nár. ligy a Rus. nacion. autonom. ligy), Vojtěch Holeček, Antonín Chmelík, František Ježek, Vilém Knebort, Karel Kramář (+1937, nahradil jej Vlastimil Klíma), František Novotný, Ladislav Protuš, Ladislav Rašín, Jan Sedláček, František Schwarz (v květnu 1937 vystoupil z klubu a stal se členem klubu Nár. ligy), Rudolf Smetánka (v květnu 1937 vystoupil z klubu a stal se členem klubu Nár. ligy), Jiří Stříbrný (odmítl mandát, nahradil jej Karel Kut - v červnu 1937 vystoupil z klubu a stal se členem klubu Nár. ligy), Jaromír Špaček, Alois Štůla, František Toušek

### Senát
| Volby | Hlasy   | Hlasy | Mandáty | Mandáty | Pozice |
| Volby | Abs.    | %     | Abs.    | ±       | Pozice |
| ----- | ------- | ----- | ------- | ------- | ------ |
| 1935  | 410,095 | 5.6   | 9/150   | ▲1      | ▲8.    |

#### Zvolení senátoři
Rudolf Bergman, Josef Havlín (v červnu 1937 vystoupil z klubu, od února 1938 hospitantem klubu živnostenské strany), Josef Kvasnička (rezignoval 1938, nahradil jej Julius Komrs), Josef Matoušek st., František Paulus (v červnu 1937 vystoupil z klubu), Gejza Rehák, Jindřich Trnobranský, Anna Vetterová-Bečvářová, Cyril Záborec

### Volby do zemských zastupitelstev

#### Zastupitelstvo Země České
| Volby | Hlasy   | Hlasy | Mandáty | Mandáty | Pozice |
| Volby | Počet   | %     | Počet   | ±       | Pozice |
| ----- | ------- | ----- | ------- | ------- | ------ |
| 1935  | 294 369 | 7,4   | 6/80    | ▲2      | ▲6.    |

#### Zastupitelstvo Země Moravskoslezské
| Volby | Hlasy  | Hlasy | Mandáty | Mandáty | Pozice |
| Volby | Počet  | %     | Počet   | ±       | Pozice |
| ----- | ------ | ----- | ------- | ------- | ------ |
| 1935  | 57 940 | 3,6   | 1/40    | ▬0      | ▲8.    |

#### Zastupitelstvo Země Slovenské
| Volby | Hlasy  | Hlasy | Mandáty | Mandáty | Pozice |
| Volby | Počet  | %     | Počet   | ±       | Pozice |
| ----- | ------ | ----- | ------- | ------- | ------ |
| 1935  | 18 579 | 1,2   | 0/36    | ▼1      | ▼12.   |

#### Zastupitelstvo Země Podkarpatoruské
| Volby | Hlasy | Hlasy | Mandáty | Mandáty | Pozice |
| Volby | Počet | %     | Počet   | ±       | Pozice |
| ----- | ----- | ----- | ------- | ------- | ------ |
| 1935  | 4 003 | 1,3   | 0/12    | ▬0      | ▼14.   |